# (8105) 1994 WH2
A (8105) 1994 WH2 a Naprendszer kisbolygóövében található aszteroida. Ueda Szeidzsi és Kaneda Hirosi fedezte fel 1994. november 28-án.